# Skyworth Model K
Le Skyworth K (anciennement vendu sous le nom de Skywell ET5) est un modèle de SUV de taille moyenne électrique produit depuis 2021 par la société automobile chinoise Skyworth Auto (coentreprise du constructeur de bus Skywell Group et du fabricant d'électronique grand public).
Le Skyworth K est commercialisé et distribué depuis 2024 en France.

## Aperçu
Le Skyworth EV6 a été révélé en octobre 2020 sous le nom de Skywell ET5, jusqu'au changement de nom de la marque en avril 2021, et il a été lancé en juillet 2021 avec un prix de départ de 152 000 ¥ CN (22 856 $ US).

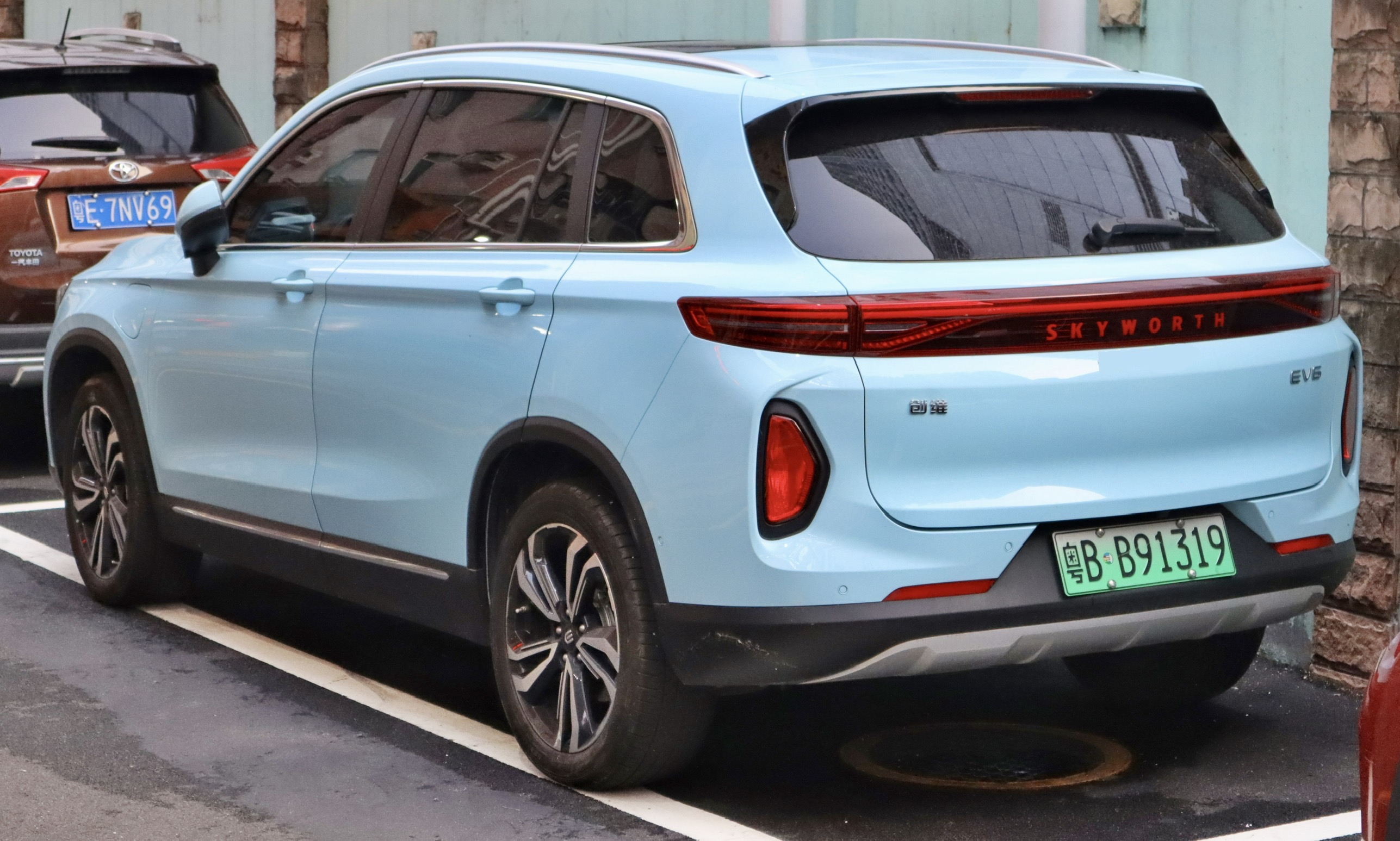
Skyworth EV6 vue arrière

### Elaris Beo
En mai 2021, la société allemande Elaris a lancé le Skyworth EV6 sous le nom d'Elaris Beo avec un prix de départ de 49 900 € (61 000 $).

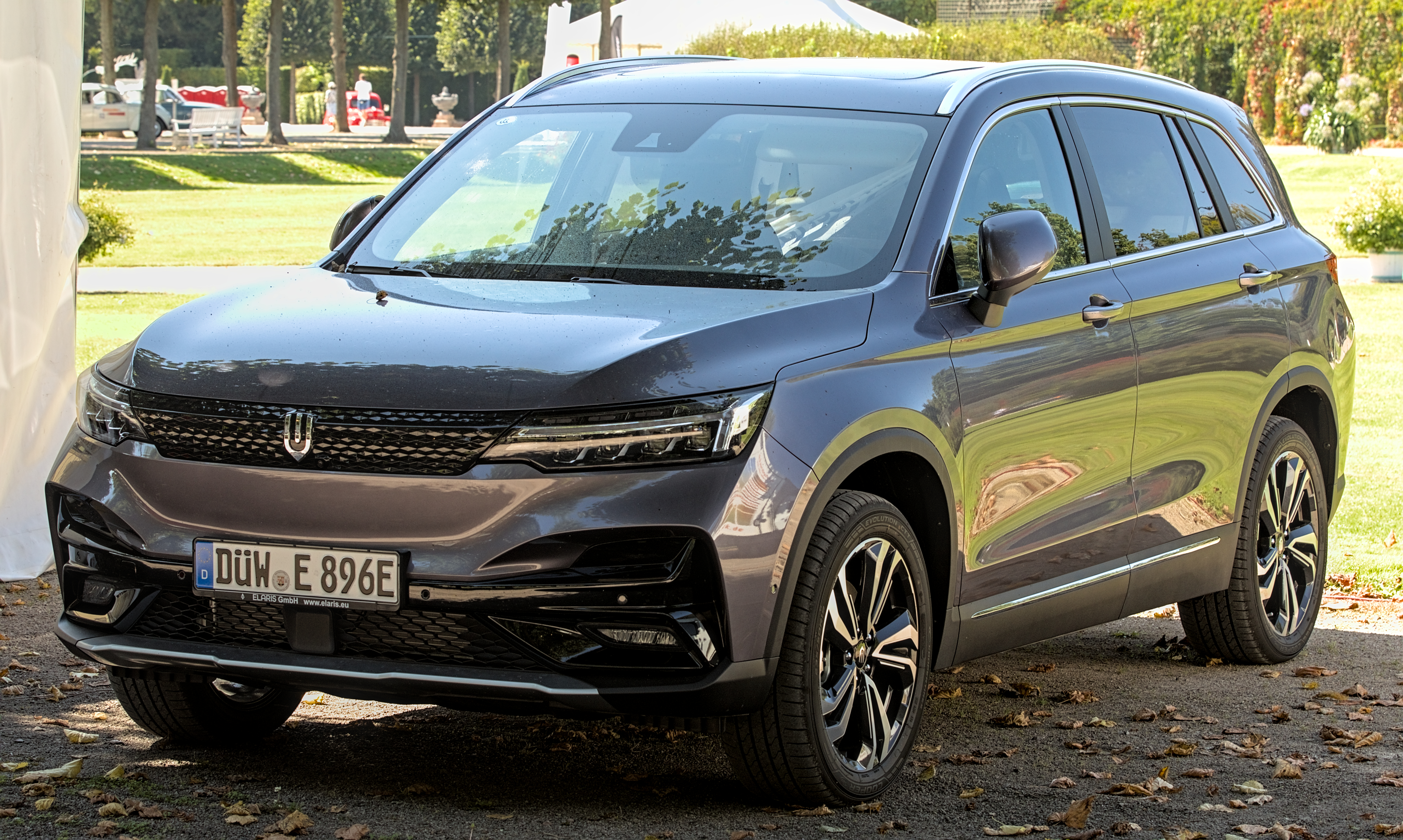
Elaris Beo vue avant
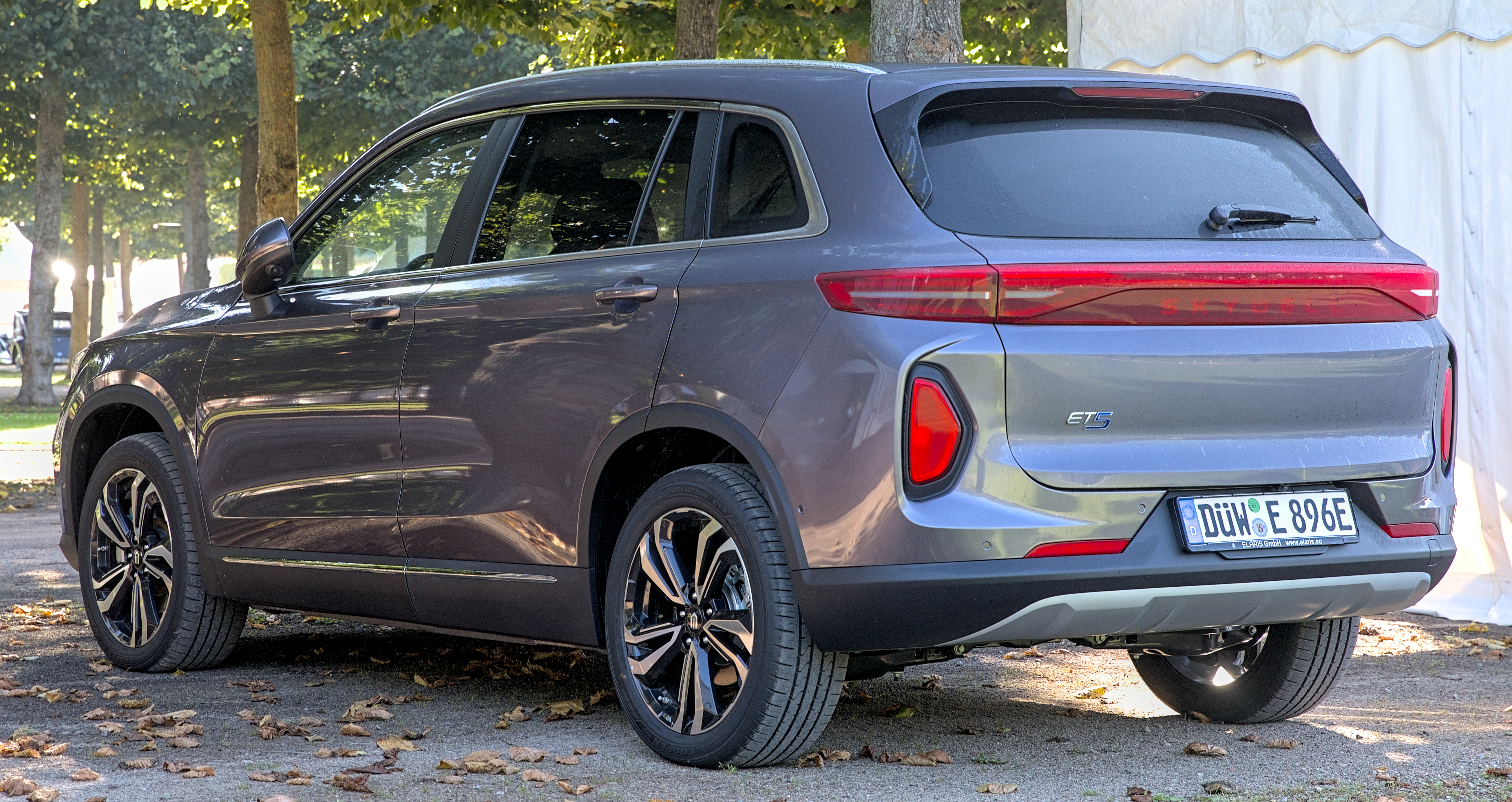
Elaris Beo vue arrière

### Imperium SEV
Plus tard, en juin 2021, il a été annoncé que le Skyworth EV6 serait vendu aux États-Unis et au Canada par la société californienne Imperium Motors sous le nom d'Imperium SEV, avec un prix de départ de 34 990 $ US. La date de lancement n'a pas été annoncée,.

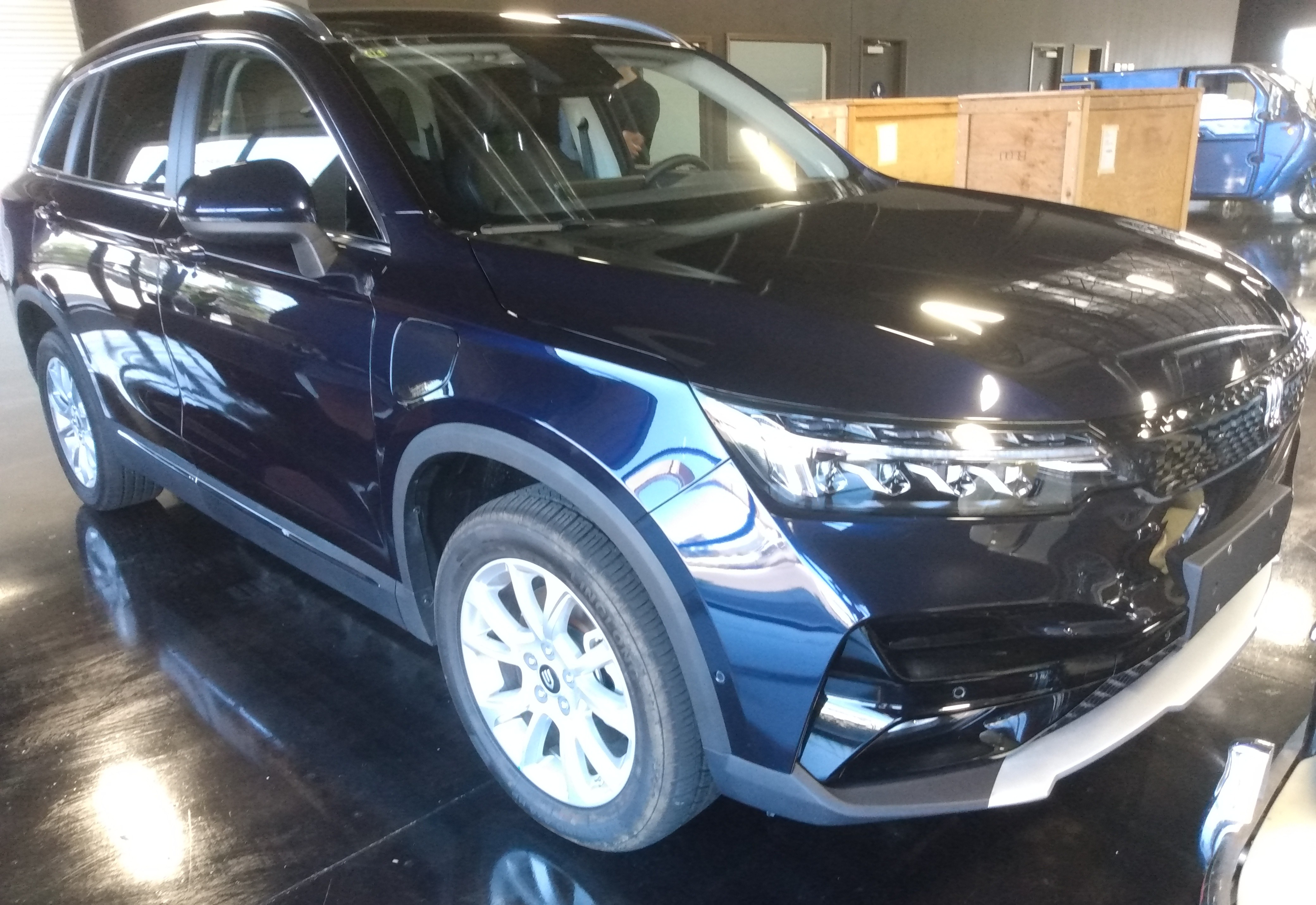
Imperium ET5 au Imperium Motors Experience Center à Fairfield, Californie
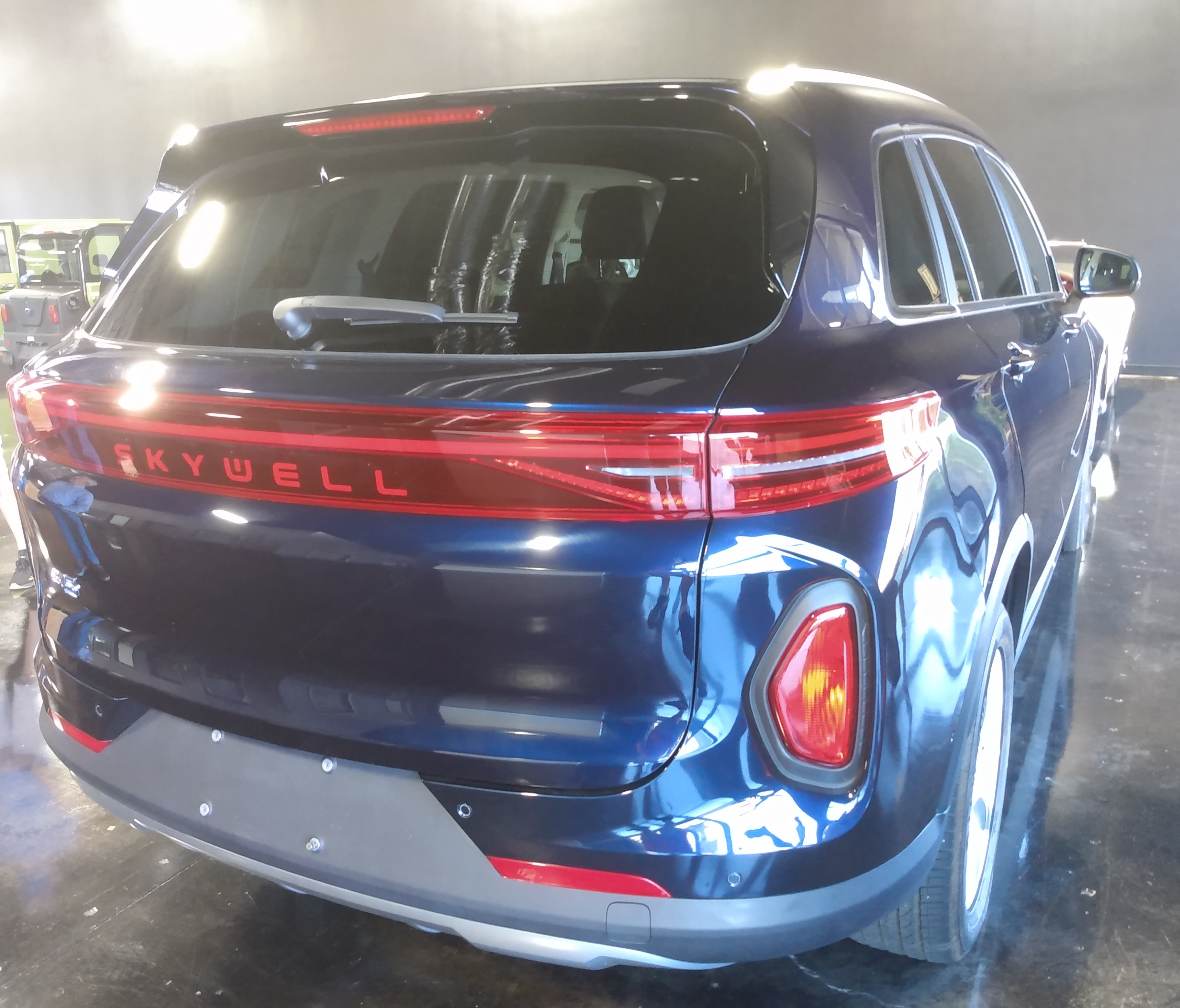
Imperium ET5 vue arrière

## Caractéristiques

### Batterie et moteur
Le Skyworth EV6 de base est alimenté par une batterie au lithium de 55 kWh tandis que les trois modèles haut de gamme sont alimentés par une batterie de 72 kWh. La batterie est alimentée par un moteur électrique de 150 kW (201 ch), donnant à la finition de base une puissance totale de 205 kW (275 ch) et aux finitions haut de gamme une puissance totale de 222 kW (298 ch). L'EV6 de base a une autonomie de 410 km (255 miles) et un temps de charge de 9 heures tandis que les versions haut de gamme ont une autonomie de 520 km (323 miles) et un temps de charge de 11 heures. Toutes les variantes ont un temps d'accélération de 0 à 100 km/h (62 mph) de 7,9 secondes. Une batterie de 88 kWh est également disponible en tant que mise à niveau qui offre une autonomie de 600 km.

### Intérieur
L'intérieur de l'EV6 est doté d'un écran tactile de 12,8 pouces et il est équipé du système de connexion réseau intelligent Skylink de la filiale Skyworth Technology du groupe Skyworth. Le système d'infodivertissement est développé en interne par Skyworth et se connecte aux solutions de maison intelligente de JD.com, Huawei ou Alibaba,.